# Ko Panyi
Ko Panyi, thailändska เกาะปันหยี, också kallad Koh Panyee, är en ö i provinsen Phang Nga, i Thailand. Den är känd för sin fiskeby som byggts av indonesiska fiskare på pålar vid vattnet. Befolkningen på ungefär 1 685 invånare härstammar från två sjöfarande familjer från Java i Indonesien

## Historia
Bosättningen vid Ko Panyi etablerades i slutet av 1700-talet av malajiska fiskare. På malajiska heter ön Pulau Panji. Vid den här tiden begränsade lagen markägande till enbart thai-befolkning, varför bosättningen till största delen byggdes på pålar i vattnet. I skyddande vikar fungerade en sådan konstruktion, samtidigt som byn var lätt tillgänglig för fiskarna. När lagen ändrades byggdes byn vidare upp på land. Bland de första markbyggnationerna var en moské och en brunn för färskvatten.

## Byn
Byn har en muslimsk skola för både flickor och pojkar, som har undervisning på förmiddagarna. Många av eleverna går också i skola i Phang Nga eller Phuket. Invånarna uppmuntras att flytta från byn eftersom den inte klarar större befolkning på grund av den bristande vattentillgången under monsunperioden.
Moskén är en viktig mötesplats för den huvudsakligt muslimska befolkningen i byn. Fiskindustrin utgör huvudnäring även om turism på senare tid blivit en inkomstkälla. Turismen begränsas dock av monsunregnen.
Byn har en flytande fotbollsplan som byggdes efter världsmästerskapet i fotboll 1986. Ett pojklag bildades vid skolan och deltog i skolmästerskapet Southern Thai School Championships. Laget slutade på en andra plats och fotboll kom att bli en allmän sport på ön. Panyee FC har blivit en av de framgångsrikaste ungdomslagen i Södra Thailand och har vunnit ungdomsmästerskapen i regionen 2004, 2005, 2006, 2008, 2009 och 2010. En reklamfilm för TMB Bank (Thai transactional bank) från 2011 innehåller scener som skildrar laget framgångssaga och hur barnen i byn återuppbygger fotbollsplanen på dess ursprungliga plats.

## Klimat
Det tropiska klimatet i Thailand är ett sommarmonsunklimat, med kraftiga monsunregn från maj till oktober och torrtid från oktober till maj. Det är svalast i slutet av regntiden och början på torrtiden. I slutet av torrtiden kan det vara 34–37 grader varmt.

## Turism
I slutet av 1900-talet började det bli svårt för fiskarbyn att enbart livnära sig på fisket och fiskeindustrin. Byn öppnades för turism och numera är ett besök i Ko Panyi en av huvudattraktionerna i rundturer från Ohuket i Phang Nga-viken, vanligen som en lunchpaus.
Med den ökande turismen har ett antal fiskerestauranger etablerat sig på ön, liksom souvenirbutiker. Den legendariska fotbollsplanen är förstås ett huvudnummer vid besöken på ön. Den är också ett av delmålen i den amerikanska dokusåpan The Amazing Race.